# Zmarli w styczniu 2021

## Styczeń 2021
- 31 stycznia
  - Douglas Bravo – wenezuelski polityk komunistyczny i partyzant[1]
  - Alejandro Gómez – hiszpański biegacz, maratończyk[2]
  - Andrej Hryc – słowacki aktor[3]
  - Marian Jaskuła – polski ekonomista, działacz turystyczny i krajoznawca[4]
  - Andrzej Kossakowski – polski fizyk, prof. dr hab.[5]
  - Ludwik Lipnicki – polski biolog, dr hab.[6]
  - Michel Murr – libański polityk i przedsiębiorca, wicepremier (1992–2000) i wielokrotny minister[7]
  - Marian Pardela – polski chirurg, prof. dr hab. n. med.[8]
  - Krystyna Rutkowska-Ulewicz – polska aktorka[9]
  - Meszulam Dowid Sołowiejczyk – izraelski ultraortodoksyjny rabin i rosz jesziwa z dynastii Brisker[10]
  - Ladislav Štaidl – czeski muzyk, kompozytor i producent muzyczny[11]
  - Justo Tejada – hiszpański piłkarz[12]
  - Miroslav Tuđman – chorwacki naukowiec, polityk[13]
  - Eric Wetherell – angielski dyrygent, kompozytor, organista, pianista, aranżer[14]
- 30 stycznia
  - Józefa Bogusz-Dzierżkowa – polska działaczka ruchu ludowego, publicystka[15][16]
  - József Csatári – węgierski zapaśnik, brązowy medalista olimpijski (1968, 1972)[17]
  - Double K – amerykański raper i producent, członek zespołu People Under the Stairs[18][19][20]
  - Jan Filipkowski – polski inżynier budownictwa, profesor i rektor Wyższej Szkoły Inżynierskiej w Koszalinie[21]
  - Rafael Gallardo García – meksykański duchowny rzymskokatolicki, biskup Linares (1974–1987) i Tampico (1987–2003)[22]
  - Jan Jarzębiński – polski sędzia koszykarski[23]
  - Alla Joszpe – rosyjska piosenkarka, Ludowy Artysta Federacji Rosyjskiej[24]
  - Wilhelm Knabe – niemiecki polityk, leśnik i działacz ekologiczny, współprzewodniczący Zielonych (1982–1984)[25]
  - Michel Le Bris – francuski pisarz i tłumacz[26]
  - Alfreda Markowska – polska Romni, która w czasie II wojny światowej ocaliła około pięćdziesięcioro dzieci romskich i żydowskich[27]
  - Dariusz Miklaszewski – polski matematyk, dr hab.[28]
  - Sophie – szkocka twórczyni muzyki elektronicznej i pop, producentka, wokalistka, kompozytorka oraz DJ[29]
  - Marc Wilmore – amerykański scenarzysta telewizyjny, producent, aktor i komik[30]
  - Wacław Żurek – polski wydawca i redaktor naczelny[31][32]
- 29 stycznia
  - Ahmed Achour – tunezyjski kompozytor i dyrygent[33]
  - Tadeusz Bednarski – polski matematyk, dr hab.[34]
  - Yvon Douis – francuski piłkarz[35]
  - Roberto Fernando – brazylijski piłkarz[36]
  - Grady Gaines – amerykański saksofonista bluesowy[37]
  - Mac Hughes – australijski rugbysta[38]
  - Andrzej Koprowski – polski duchowny katolicki, jezuita, dziennikarz[39]
  - Faustine Nogherotto – francuska wokalistka[40]
  - Wiktor Osuch – polski geograf, dr hab.[41]
  - Hilton Valentine – brytyjski gitarzysta rockowy, członek zespołu The Animals[42]
- 28 stycznia
  - Chedly Ayari – tunezyjski polityk i ekonomista, minister finansów (1972–1974)[43]
  - Paul Crutzen – holenderski chemik atmosfery, meteorolog, laureat Nagrody Nobla (1995)[44]
  - Cédric Demangeot – francuski poeta[45]
  - Kathleen Ann Goonan – amerykańska pisarka science fiction[46]
  - Jan Jaremski – polski geotechnik, dr hab. inż.[47][48]
  - Dominic Jeeva – tamilski pisarz[49]
  - Tadeusz Joachimiak – prezydent Włocławka w latach 1986–1990[50]
  - Sibongile Khumalo – południowoafrykańska piosenkarka[51]
  - Ryszard Kotys – polski aktor[52]
  - Kazimierz Kuczman – polski historyk sztuki[53]
  - Hugolin Langkammer – polski franciszkanin, biblista[54]
  - Wasilij Łanowoj – rosyjski aktor[55]
  - Juan del Río Martín – hiszpański duchowny katolicki, arcybiskup Ordynariatu Wojskowego Hiszpanii[56]
  - Aniela Świderska – polska aktorka[57]
  - Franjo Tamaši – jugosłowiański bokser[58]
  - Stanisława Tomasiewicz – polska poetka i działaczka katolicka, Honorowa Obywatelka Gminy Dęba Wielkie[59]
  - Emilia Torbicka – polski pediatra, prof. dr hab. med.[60]
  - Cicely Tyson – amerykańska aktorka, laureatka Oscara (2018)[61]
- 27 stycznia
  - Andriej Bołsunow – rosyjski aktor[62]
  - Adrián Campos – hiszpański kierowca wyścigowy[63]
  - Anna Cembronowicz – polska koszykarka[64]
  - Héctor Fix-Zamudio – meksykański prawnik, sędzia Interamerykańskiego Sądu Praw Człowieka (1987–1997)[65]
  - Guy Emmanuel Alain Gauze – iworyjski polityk i dyplomata, minister surowców (1993–1998) i handlu zagranicznego (1998–2000)[66]
  - Aleksandra Grochowska – polska siatkarka, wicemistrzyni świata[67]
  - Regina Kijkowska – polska chemiczka, prof. dr hab.[68]
  - Benedykt Konowalski – polski kompozytor[69]
  - Jurij Lachin – rosyjski aktor[70]
  - Grażyna Matyszkiewicz – polska specjalistka w zakresie pracy nad słowem i kulturą mowy, wykładowca akademicki[71][72]
  - Danuta Mentha-Żmigrodzka – polska działaczka polonijna i humanitarna, architekt, dama orderów[73]
  - Mehrdad Minawand – irański piłkarz i trener[74]
  - Antoni Puigdellívol – andorski polityk i przedsiębiorca, burmistrz Andorra la Vella (1978–1979), minister turystyki i środowiska (2005–2007)[75]
  - Efraín Ruales – ekwadorski aktor i muzyk[76]
  - Witalij Sokołowski – rosyjski aktor[77]
  - Zygmunt Wojtaszek – polski ekonomista, prof. dr hab.[78]
- 26 stycznia
  - 6 Dogs – amerykański raper[79][80]
  - Winfried Bölke – niemiecki kolarz szosowy i torowy[81]
  - Tomasz Chołoniewski – polski perkusista[82]
  - Margitta Gummel – wschodnioniemiecka lekkoatletka, specjalistka pchnięcia kulą, mistrzyni i wicemistrzyni olimpijska, rekordzistka świata[83]
  - Kazimierz Jurga – polski fizyk, prof. dr hab.[84]
  - Cloris Leachman – amerykańska aktorka[85]
  - Hana Maciuchová – czeska aktorka[86]
  - Józef Nizioł – polski matematyk i mechanik, prof., dr hab., rektor Politechniki Krakowskiej (1990–1996)[87]
  - Lars Norén – szwedzki dramaturg, nowelista, poeta[88]
  - Zofia Pawłowska – polska działaczka opozycji w okresie PRL, dama orderów[89]
  - Benno Rüster – niemiecki samorządowiec, burmistrz Grimmen, Honorowy Obywatel Czaplinka[90][91]
  - Cara O’Sullivan – irlandzka śpiewaczka operowa, sopranistka[92]
  - Roman Szymon Pawlicki – polski aktor[93]
  - Siergiej Prichod´ko – rosyjski polityk, wicepremier Rosji (2013–2018)[94]
  - Jerzy Stępkowski – polski aktor, pedagog i reżyser teatralny[95]
  - Jozef Vengloš – słowacki trener piłkarski[96]
  - Carlos Holmes Trujillo – kolumbijski polityk, minister obrony[97]
- 25 stycznia
  - Sōichi Aikawa – japoński polityk, burmistrz Urawy (1991–2001) i Saitamy (2001–2009)[98]
  - David Bright – botswański trener piłkarski[99]
  - Tseng Chang – chińsko-amerykański aktor[100]
  - Jaoid Chiguer – francuski bokser, olimpijczyk[101]
  - Klaus Hafner – niemiecki chemik[102]
  - Herman Puig – kubański fotograf i malarz[103]
  - Jean Richard – francuski historyk, mediewista, prezes Akademia Inskrypcji i Literatury Pięknej[104]
  - Vladimír Suchánek – czeski artysta grafik, projektant znaczków pocztowych[105]
  - Maryan Synakowski – francuski piłkarz pochodzenia polskiego[106]
  - Jarosław Świderski – polski elektronik, prof. dr hab. inż., działacz ewangelicki, prezes Konsystorza Kościoła Ewangelicko-Reformowanego w Polsce[107]
  - Enrique Tábara – ekwadorski malarz[108]
  - Jan Wiederek – polski zawodnik i trener pływacki[109]
- 24 stycznia
  - Wiktor Babul – polski mechanik, prof. dr hab.[110]
  - Lidia Beskid – polski socjolog, prof. dr hab.[111]
  - Jevrem Brković – czarnogórski poeta, pisarz, redaktor[112]
  - Nikołaj Czebot´ko – kazachski biegacz narciarski[113]
  - Krystyna Domańska-Janik – polska specjalistka neurochemii i neuropatologi molekularnej, prof. dr hab.[114][115][116]
  - Jóhannes Eðvaldsson – islandzki piłkarz[117]
  - Teresa Gaworczyk – polska bibliotekarka, dyrektor Biblioteki Uniwersytetu Marii Curie-Skłodowskiej (1991–1994), dama orderów[118]
  - Urszula Plenkiewicz – polska działaczka konspiracji niepodległościowej w czasie II wojny światowej, więźniarka obozów koncentracyjnych, dama orderów[119][120]
  - Franciszek Kokot – polski nefrolog i endokrynolog, profesor nauk medycznych, rektor Śląskiej Akademii Medycznej (1982–1984)[121]
  - Gunnel Lindblom – szwedzka aktorka[122]
  - Elżbieta Markowska – polska dziennikarka, dyrektor Programu II PR[123]
  - Patrick O’Donoghue – irlandzki duchowny rzymskokatolicki, biskup[124]
  - Andrzej Ostromęcki – polski geolog, grotołaz, poeta i prozaik[125]
  - Wiesława Sołgała – polska działaczka konspiracji niepodległościowej w czasie II wojny światowej, dama orderów[126]
  - Krystian Szafarczyk – polski poeta[127]
  - Bogdan Zdrojewski – polski działacz powojennego podziemia antykomunistycznego, kawaler orderów[128]
  - Zbigniew Zielonka – polski prozaik, eseista, publicysta oraz scenarzysta telewizyjny[129]
- 23 stycznia
  - Walter Bernstein – amerykański scenarzysta i producent filmowy[130]
  - Andrew Brooks – amerykański naukowiec, wynalazca testu śliny na obecność koronawirusa w organizmie[131]
  - Tony Ferrer – filipiński aktor[132]
  - Alberto Grimaldi – włoski producent filmowy[133][134]
  - Jonas Gwangwa – południowoafrykański muzyk jazzowy[135]
  - Hal Holbrook – amerykański aktor[136]
  - Larry King – amerykański dziennikarz[137]
  - Trisha Noble – australijska aktorka i piosenkarka[138]
  - Lothar Metz – niemiecki zapaśnik[139]
  - Aurelia Nowicka – polska prawniczka, prof. dr hab.[140]
  - Harry Perry – irlandzki bokser, olimpijczyk[141]
  - Robert Rowland – brytyjski przedsiębiorca, polityk, eurodeputowany (2019–2020)[142]
  - Maja Rymar – polska sędzia, członek Krajowej Rady Sądownictwa (1994–2002)[143]
  - Song Yoo-jung – południowokoreańska aktorka i modelka[144]
  - Bernard Turski – polski samorządowiec i weterynarz, starosta kościański (2014–2018)[145]
  - Zbigniew Wysocki – polski inżynier okrętownik i urzędnik państwowy[146][147]
- 22 stycznia
  - Hank Aaron – amerykański baseballista[148][149]
  - Narendra Chanchal – indyjski piosenkarz[150]
  - Aeneas Chigwedere – zimbabwejski polityk i nauczyciel, minister edukacji (2001–2008), gubernator Maszony Wschodniej[151]
  - Henryk Jerzy Chmielewski – polski grafik, rysownik i publicysta, autor komiksów, uczestnik powstania warszawskiego[152][153]
  - Ricardo Durão – portugalski pięcioboista nowoczesny[154]
  - Julita Fedorowicz – polska scenograf teatralny i telewizyjny[155]
  - Michał Gajewski – polski ratownik górski, naczelnik Grupy Tatrzańskiej GOPR (1967–1969)[156]
  - José Ángel García – meksykański reżyser i aktor telewizyjny i teatralny[157]
  - Jerzy Grelewski – polski polityk i działacz komunistyczny, przewodniczący Miejskiej Rady Narodowej w Olsztynie (1971–1973), prezydent Olsztyna (1973–1977)[158]
  - Fieliks Gromow – radziecki i rosyjski wojskowy, admirał floty[159]
  - Juan Guzmán Tapia – chilijski sędzia, znany z orzekania w sprawie Augusto Pinocheta[160]
  - Gianfranco Lombardi – włoski koszykarz[161]
  - Alfredo Magarotto – włoski duchowny katolicki, biskup[162]
  - Meherzia Labidi Maïza – tunezyjska działaczka polityczna i tłumaczka, parlamentarzystka[163]
  - Kamil Pulczyński – polski żużlowiec[164]
  - Jerzy Radecki – polski chemik, prof. dr hab.[165]
  - Isidoro Ribas – włoski jezuita, misjonarz działający w Japonii, rekolekcjonista i autor książek religijnych[166]
  - Luton Shelton – jamajski piłkarz[167]
  - Krystyna Wojtowicz – polska działaczka społeczna i katolicka[168]
- 21 stycznia
  - Bob Avian – amerykański choreograf i producent teatralny[169]
  - Dave Bolton – angielski rugbysta[170]
  - Stanisław Czartoryski – polski ogrodnik i dyplomata[171]
  - Nathalie Delon – francuska aktorka[172]
  - Jean Graton – francuski rysownik, autor komiksów[173]
  - Rémy Julienne – francuski kaskader, zawodnik rallycrossu i motocrossu[174]
  - Zbigniew Kaczmarek – polski lekarz, specjalista i organizator medycyny paliatywnej[175][176][177][178]
  - Cecilia Mangini – włoska reżyserka[179]
  - Jackson Mthembu – południowoafrykański polityk, minister (2019–2021)[180]
  - André Müller – niemiecki pisarz i krytyk teatralny[181]
  - Michał Niestrój – polski zawodnik sportów siłowych, reprezentant Polski w wyciskaniu sztangi leżąc[182]
  - Jose Pampuro – argentyński polityk, minister obrony (2003–2005)[183]
  - Randy Parton – amerykański piosenkarz i aktor[184]
  - Józef Pyrek – polski duchowny rzymskokatolicki, Honorowy Obywatel Gminy Bobowa[185]
  - José Sorra – filipiński duchowny rzymskokatolicki, biskup[186]
  - Erwin Sówka – polski malarz prymitywista, członek Grupy Janowskiej[187]
  - Tadeusz Stopczyński – polski działacz harcerski oraz działacz konspiracji niepodległościowej w czasie II wojny światowej, kawaler orderów[188]
  - Jan Tobiasz – polski regionalista[189]
- 20 stycznia
  - Andrzej Bieniasz – polski muzyk, gitarzysta, kompozytor i autor tekstów, członek zespołów Düpą i Püdelsi[190]
  - Aslan Biutukajew – czeczeński terrorysta związany z ISIS i Emiratem Kaukaskim, przywódca samobójczej brygady Riyad-us Saliheen[191]
  - Pavel Blatný – czeski kompozytor i pianista[192]
  - Janusz Fydryk – polski pediatra, prof. dr hab. med.[193]
  - Mira Furlan – chorwacka aktorka[194]
  - Stanisław Grabka – polski działacz kombatancki, kawaler orderów[195][196][197]
  - John Baptist Kaggwa – ugandyjski duchowny rzymskokatolicki i kanonista, biskup Masaki (1998–2019)[198]
  - Janusz Krawczyk – polski piłkarz[199][200]
  - Apolonia Litwińska – polska szachistka, mistrzyni Polski z 1961 roku[201]
  - Krzysztof Łuszczewski – polski dziennikarz, dyrektor radiowej Czwórki (2009–2014)[202]
  - Jerzy Misiurek – polski duchowny rzymskokatolicki, profesor nauk teologicznych[203]
  - Sibusiso Moyo – zimbabwejski polityk i generał porucznik, minister spraw zagranicznych i handlu zagranicznego (2017–2021)[204]
  - Ronnie Nasralla – jamajski producent muzyczny i biznesmen[205]
  - Keith Nichols – angielski multiinstrumentalista jazzowy[206]
  - Andrzej Sobolewski – polski taternik, alpinista i himalaista[207]
  - Peter Swan – angielski piłkarz[208]
  - Kazimierz Warchoł-Wilewski – polski działacz powojennego podziemia antykomunistycznego, twórca i komendant Młodzieżowego Ruchu Oporu w Tarnobrzegu[209][210][211]
  - Boris Zaborski – białoruski artysta i malarz[212]
- 19 stycznia
  - José Alves – brazylijski piłkarz[213]
  - Augustín Bačinský – słowacki duchowny i teolog starokatolicki, arcybiskup Kościoła Starokatolickiego na Słowacji[214]
  - Aleksander Błachowski – polski etnograf, historyk sztuki i muzealnik, dyrektor Muzeum Etnograficznego w Toruniu (1973–1980)[215]
  - William Fey – amerykański duchowny rzymskokatolicki, kapucyn, biskup Kimbe (2010–2019)[216]
  - Hans Gerny – szwajcarski duchowny i teolog starokatolicki, ekumenista, biskup (zwierzchnik) Kościoła Chrześcijańskokatolickiego w Szwajcarii (1986–2001)[217]
  - Danial Jahić – serbski lekkoatleta, skoczek w dal[218]
  - Lâm Quang Thi – wietnamski generał porucznik, uczestnik wojny wietnamskiej po stronie Wietnamu Południowego[219]
  - Zbigniew Lewandowski – polski specjalista w zakresie włókiennictwa, dr hab.[220]
  - Emanuele Macaluso – włoski polityk, związkowiec i dziennikarz, redaktor naczelny „l’Unità”, poseł (1973–1976) i senator (1976–1992)[221]
  - Cesare Maestri – włoski alpinista i pisarz[222]
  - Gustavo Peña – meksykański piłkarz[223]
  - John Russell – angielski gitarzysta akustyczny[224][225]
  - Osman-Faruk Sijarić – bośniacki skrzypek, profesor Akademii Muzycznej w Sarajewie[226]
  - Zofia Śliwińska – polska śpiewaczka operowa[227]
  - Ellinah Wamukoya – suazyjska kapłanka anglikańska, biskup Suazi (Eswatini) (2012–2021)[228]
  - Giovanni Zucchi – włoski wioślarz, brązowy medalista olimpijski (1960), pięciokrotny mistrz Europy[229]
- 18 stycznia
  - Ahmed Arsanow(inne języki) – rosyjski polityk, deputowany, szef parlamentu i premier Czeczeńsko-Inguskiej ASRR (1991)[230]
  - Jean-Pierre Bacri – francuski aktor i scenarzysta[231]
  - Andrzej Bartnik – polski oficer, dyrektor Centralnego Archiwum Wojskowego (1991–2001)[232]
  - Ewa Dembek – polska działaczka kulturalna i samorządowa, nauczyciel, popularyzatorka sztuki cyrkowej[233][234]
  - Henryk Dzierżanowski – polski żołnierz konspiracji w czasie II wojny światowej oraz powojenny działacz kombatancki[235]
  - Svavar Gestsson – islandzki polityk i dyplomata, minister ds. opieki społecznej (1980–1983) oraz ds. kultury i edukacji (1988–1991), ambasador w Danii i Szwecji[236]
  - Artur Godnarski – polski duchowny rzymskokatolicki, organizator i koordynator Przystanku Jezus, sekretarz Zespołu KEP ds. Nowej Ewangelizacji[237]
  - Andy Gray – szkocki aktor[238]
  - Sinclair Hood – brytyjski archeolog[239]
  - Lubomir Kavalek – czeski szachista, arcymistrz[240]
  - Andrzej Kojder – polski socjolog, prof. dr hab.[241]
  - Maria Koterbska – polska piosenkarka[242]
  - Ákos Kriza – węgierski lekarz i menedżer, burmistrz Miszkolca (2010–2019)[243]
  - Stanisław Kuliński – polski fizyk, prof. dr hab.[244]
  - Josep Mestres Quadreny – hiszpański kompozytor[245]
  - Henryk Ostrowski – polski polityk, związkowiec, rolnik, poseł na Sejm IV kadencji[246][247]
  - Catherine Rich – francuska aktorka[248]
  - David Richardson – amerykański scenarzysta i producent telewizyjny[249]
  - Daniel Rivera – meksykański duchowny rzymskokatolicki, biskup pomocniczy Miasta Meksyk (2020–2021)[250]
  - Jimmie Rodgers – amerykański piosenkarz[251]
  - Joe Scheidler – amerykański działacz ruchu pro life[252][253]
  - Yvonne Sterling – jamaska wokalistka reggae[254]
  - Don Sutton – amerykański baseballista[255]
  - Leszek Szewczyk – polski specjalista w zakresie pediatrii, psychologii klinicznej, endokrynologii i diabetologii dziecięcej, prof. dr hab.[256]
  - Dani Szmulewicz-Rom – izraelski piłkarz[257]
- 17 stycznia
  - Nikołaj Antoszkin – radziecki i rosyjski generał, dowódca akcji gaszenia pożaru w Czarnobylskiej Elektrowni Jądrowej[258][259]
  - Wiktor Andrzej Daszewski – polski archeolog i historyk sztuki, dr hab. prof. nadzw[260]
  - Zbigniew Fałda – polski lekarz, pionier polskiej dializoterapii[261][262]
  - Abel Gabuza – południowoafrykański duchowny rzymskokatolicki, biskup Kimberley (2011–2018), arcybiskup koadiutor Durbanu (2018–2021)[263]
  - Alfred Gawroński – polski pisarz i filozof[264]
  - Roman Gulczyński – polski siatkarz[265]
  - Makoto Hayasaka – japoński slawista[266]
  - Romuald Koliński – polski samorządowiec i urzędnik, prezydent Sieradza (1993–1994)[267]
  - Witold Kon – polski działacz niezależnego ruchu filmowego i harcmistrz, prezes Federacji Niezależnych Twórców Filmowych[268]
  - Barbara Kukulska – polska działaczka polonijna w RPA[269][270]
  - Roger Machin – francuski sędzia piłkarski[271]
  - Junior Mance – amerykański pianista i kompozytor jazzowy[272]
  - Kazimierz Mieleszczuk – polski piłkarz ręczny[273]
  - Sammy Nestico – amerykański kompozytor jazzowy[274]
  - Adam Ossowski – polski piłkarz[275]
  - Vincent Rizzotto – amerykański duchowny rzymskokatolicki, biskup[276]
  - Philip Wilson – australijski duchowny rzymskokatolicki, biskup Wollongong (1996–2000), arcybiskup Adelaide (2001–2018)[277]
  - Joao Tomasini Schwertner – brazylijski działacz kajakarski i olimpijski[278]
- 16 stycznia
  - Emilia Bobek – polska aktorka teatralna[279]
  - Jason „Rowdy” Cope – amerykański gitarzysta, członek zespołu The Steel Woods[280][281]
  - Juan Carlos Copes – argentyński tancerz, choreograf[282]
  - Zygmunt Jackiewicz – polski chirurg, dr hab.[283]
  - Pave Maijanen – fiński muzyk[284]
  - Sergi Mingot – hiszpański alpinista i himalaista[285][286]
  - Claudia Montero – argentyńska kompozytorka, laureatka Latin Grammy Awards[287]
  - Wacław Pomorski – polski poeta i działacz opozycji w okresie PRL[288]
  - Siergiej Rodin – rosyjski piłkarz[289]
  - Phil Spector – amerykański producent muzyczny[290]
  - Elżbieta Sujak – polski psychiatra i neurolog[291]
  - Mieczysław Woźniak – polski farmaceuta, specjalista w zakresie biochemii klinicznej, prof. dr hab.[292]
- 15 stycznia
  - Melanio Asensio – hiszpański lekkoatleta, sprinter, olimpijczyk[293]
  - Jerzy Błaszczak – polski ksiądz rzymskokatolicki ze zgromadzenia Pallotynów, pierwszy redaktor Mszy świętej „dla tych, co na morzu” transmitowanej przez PR[294]
  - Ali Brakchi – francuski lekkoatleta, skoczek w dal, olimpijczyk[295]
  - Vincente Cantatore – argentyński piłkarz i trener[296]
  - Ryszard Florek-Paszkowski – polski geodeta, ekspert w zakresie technologii fotogrametrycznych i geoinformacji[297]
  - Gildardo García – kolumbijski szachista[298]
  - Andrzej Grębecki – polski biolog, prof. dr hab.[299]
  - Stanisław Haliniak – polski działacz spółdzielczy i sportowy, kawaler orderów[300][301]
  - Tadeusz Horbacz – polski działacz opozycji w okresie PRL, samorządowiec, kawaler orderów[302]
  - Janusz Kopczyński – polski oboista i pedagog, prof. dr hab.[303]
  - Barbara Kuźnicka – polska historyczka farmacji[304]
  - Jerzy Musiał – polski leśnik i samorządowiec, przewodniczący rady miejskiej Szczecinka[305]
  - Benjamin de Rothschild – francuski bankier i przedsiębiorca[306]
  - Ryszard Sarkowicz – polski prawnik, etyk i dyplomata, dr hab. prof. UJ, ambasador tytularny[307]
  - Szczepan Siekierka – polski działacz kresowy i kombatancki, żołnierz AK w czasie II wojny światowej, kawaler orderów[308][309]
  - Stanisław Śliskowski – polski operator filmowy[310]
  - Mihajlo Vuković – serbski trener koszykówki i dziennikarz sportowy[311]
  - Aleksandr Worobiew – rosyjski aktor[312]
- 14 stycznia
  - Sjarifuddin Baharsjah – indonezyjski polityk, minister rolnictwa (1993–1998)[313]
  - José Luis Caballero – meksykański piłkarz[314]
  - Antún Castro – kolumbijski aktor i piosenkarz[315]
  - Gimax – włoski kierowca wyścigowy[316]
  - Boris Graczewski – rosyjski reżyser i aktor[317]
  - Milan Horvat-Hlebinski – chorwacki malarz naiwny[318]
  - Sławomir Leszek Kalinowski – polski ekonomista, dr hab.[319]
  - Jacek Kraszewski – polski dyrygent i pedagog[320][321]
  - Vincent Logan – brytyjski duchowny rzymskokatolicki, w latach 1981–2012 biskup diecezjalny Dunkeld[322]
  - Zygmunt Miernik – polski działacz państwowy i ekonomista, naczelnik Suchedniowa (1975–1977)[323]
  - Wanda Mitkiewicz-Bochenek – polski ortoralyngolog, prof. dr hab. med.[324]
  - Elijah Moshinsky – australijski reżyser operowy[325]
  - Leszek Mroczkowski – polski działacz powojennego podziemia antykomunistycznego oraz działacz kombatancki[326]
  - Aleksandr Nikitin – rosyjski piłkarz i trener[327]
  - Leonidas Pelenakakis – grecki żeglarz[328]
  - Yrjö Rantanen – fiński szachista, arcymistrz[329]
  - Peter Mark Richman – amerykański aktor[330]
  - Joanne Rogers – amerykańska pianistka[331]
  - Safwat El-Sherif – egipski polityk, minister informacji (1981–2005)[332]
  - Bazyli Bohdan Tyszkiewicz – polski związkowiec, działacz opozycji demokratycznej w PRL[333]
- 13 stycznia
  - Rexhep Aliaj – albański malarz i scenograf[334]
  - Franciszek Bochentyn – polski piłkarz[335][336]
  - Tim Bogert – amerykański gitarzysta basowy[337]
  - Duke Bootee – amerykański raper[338]
  - Tadeusz Bujar – polski hokeista i trener[339]
  - Mario Cecchini – włoski duchowny katolicki, biskup[340]
  - Robert Cohan – brytyjski tancerz i choreograf pochodzenia amerykańskiego[341][342]
  - Siegfried Fischbacher – amerykańsko-niemiecki iluzjonista[343][344]
  - Anna Górna – polska aktorka, scenarzystka i reżyser[345]
  - Moses Hamungole – zambijski duchowny rzymskokatolicki, biskup[346]
  - Maria Hasiec – polska plastyczka, propagatorka tradycji i sztuki Indonezji w Polsce[347]
  - Bernd Kannenberg – niemiecki lekkoatleta, chodziarz, mistrz olimpijski (1972)[348]
  - Feliks Kostecki – polski oficer pożarnictwa, żołnierz konspiracji niepodległościowej w czasie II wojny światowej, kawaler orderów[349][350]
  - Mikhail Matalytski – polski matematyk, prof. dr hab.[351]
  - Lisa Montgomery – amerykańska morderczyni[352]
  - Sinikka Nopola – fińska pisarka[353]
  - Joël Robert – belgijski motocrossowiec, sześciokrotny mistrz świata w motocrossie[354]
  - Marielle de Sarnez – francuska polityk, eurodeputowana V, VI, VII i VIII kadencji[355]
  - Eusébio Scheid – brazylijski duchowny katolicki, zakonnik sercanin, były arcybiskup Florianopolis i São Sebastiao do Rio de Janeiro, kardynał[356]
  - Natália de Sousa – portugalska aktorka[357]
  - Sylvain Sylvain – amerykański gitarzysta, członek zespołu New York Dolls[358]
  - Philip Tartaglia – brytyjski duchowny katolicki, biskup Paisley w latach 2005–2012, od 2012 arcybiskup metropolita Glasgow[359]
  - Piotr Thor – polski fizjolog i patofizjolog, prof. dr hab.[360]
  - Stelios Tsolalakis – grecki aktor[361]
  - Maguito Vilela – brazylijski polityk, gubernator Goiás i burmistrz Goiânii[362]
- 12 stycznia
  - Frank Arok – serbski piłkarz oraz trener[363]
  - Lingison Belekanyama – malawijski polityk, minister administracji lokalnej i rozwoju wsi[364]
  - Bronisław Bugiel – polski artysta fotograf, fotoreporter[365]
  - Florentin Crihălmeanu – rumuński duchowny katolicki rytu bizantyjskiego, biskup eparchii Klużu-Gherli (2002–2021)[366]
  - Filaret – rosyjski duchowny prawosławny, biskup egzarcha Białorusi (1978–2013)[367]
  - Jan Jabłoniec – polski działacz podziemia niepodległościowego w czasie II wojny światowej oraz powojennego podziemia antykomunistycznego, kawaler orderów[368]
  - Bariša Krekić – chorwacki historyk[369][370]
  - Sidik Mia – malawijski polityk, minister irygacji (2005–2009), obrony (2009–2010) oraz transportu i robót publicznych (2020–2021)[371]
  - Andrzej Miszewski – polski brydżysta[372][373]
  - Osvaldo Peredo – boliwijski lekarz i rewolucjonista[374]
  - Radosław Radwan-Dębski – polski architekt, profesor nadzwyczajny, wykładowca akademicki[375]
  - Khalid bin Abdullah Al Saud – saudyjski przedsiębiorca i właściciel koni wyścigowych, członek dynastii Saudów[376]
  - Bogdan Stanoevici – rumuński aktor, muzyk i polityk[377]
  - Andrzej Stanulewicz – polski trener siatkówki[378]
- 11 stycznia
  - Massoud Achkar – libański polityk[379]
  - Sheldon Adelson – amerykański przedsiębiorca[380]
  - Wasilis Aleksakis – francuski pisarz i tłumacz, pochodzenia greckiego[381]
  - Guy Auffray – francuski judoka[382]
  - Edward Beard – amerykański polityk, członek Izby Reprezentantów (1975–1981)[383]
  - Dawit Chachaleiszwili – gruziński judoka, mistrz olimpijski (1992)[384]
  - Shashikumar Chitre – indyjski matematyk i astrofizyk[385]
  - Ievgen Chernoivanenko – ukraiński teoretyk literatury[386]
  - Étienne Draber – francuski aktor[387]
  - Fabio Enzo – włoski piłkarz[388]
  - Kathleen Heddle – kanadyjska wioślarka, czterokrotna medalistka olimpijska[389]
  - Howard Johnson – amerykański muzyk jazzowy[390]
  - Władysław Klepacz – polski informatyk, dziennikarz i popularyzator techniki, uczestnik powstania warszawskiego[391]
  - Józef Masajtis – polski specjalista w dziedzinie tkactwa i architektury tekstyliów, prof. dr hab. inż.[392][393]
  - Jim Bob Moffett – amerykański przedsiębiorca, prezes i dyrektor generalny Freeport-McMoRan[394]
  - Arkadiusz Pacholski – polski eseista i powieściopisarz, animator kultury, aktywista miejski[395][396]
  - Luis Adriano Piedrahíta Sandoval – kolumbijski duchowny rzymskokatolicki, biskup Apartadó (2007–2014) i Santa Marta (2014–2020)[397]
  - Wayne Radford – amerykański koszykarz[398]
  - Panajotis Raptakis – grecki aktor[399]
  - Tadeusz Sałbut – polski muzyk ludowy[400]
  - Siergiej Sieliunin – rosyjski muzyk rockowy[401]
  - Jerzy Świątek – polski samorządowiec, prezydent Ostrowa Wielkopolskiego (1985–1990 i 2002–2006)[402]
  - Halina Taborska – polska filolog, filozof, historyk sztuki, wykładowca akademicki, rektor Polskiego Uniwersytetu na Obczyźnie w Londynie[403]
  - Walter Taibo – urugwajski piłkarz[404]
  - Stacy Title – amerykańska reżyser, producent i scenarzystka filmowa[405]
- 10 stycznia
  - Hubert Auriol – francuski kierowca rajdowy, trzykrotny zwycięzca rajdu Dakar (1981, 1983, 1992)[406]
  - Joël Batteux – francuski polityk[407]
  - Pedro Casado – hiszpański piłkarz[408]
  - Tosh Chamberlain – angielski piłkarz[409]
  - Adam Dyczkowski – polski duchowny rzymskokatolicki i filozof, biskup pomocniczy wrocławski i legnicki, biskup zielonogórsko-gorzowski (1993–2007)[410]
  - Mark Keds – angielski piosenkarz, autor piosenek, gitarzysta[411]
  - Boby Kellard – angielski piłkarz i trener[412]
  - Gothard Kokott – polski piłkarz, trener piłki nożnej i futsalu, selekcjoner reprezentacji Polski w futsalu[413][414][415][416]
  - Christopher Maboulou – kongijski piłkarz[417]
  - Julie Strain – amerykańska aktorka[418]
  - David Stypka – czeski wokalista i gitarzysta[419][420]
  - Zygmunt Szmeja – polski lekarz, prof. dr hab. n. med.[421]
  - Thorleif Torstensson – szwedzki piosenkarz[422]
  - Naseer Turabi – pakistański poeta, pochodzenia indyjskiego[423]
  - Georges Pernoud – francuski dziennikarz, prezenter i producent telewizyjny[424]
  - Adam Pietrzak – polski działacz katolicki, wiceprzewodniczący Przymierza Rodzin[425]
  - Yeng Pway Ngon – singapurski pisarz i poeta[426]
  - Marsha Zazula – amerykańska przedsiębiorczyni, współzałożycielka firmy fonograficznej Megaforce Records[427]
- 9 stycznia
  - Beddu Amang – indonezyjski ekonomista, minister żywności (1995–1998)[428]
  - Mehdi Attar-Ashrafi – irański sztangista, brązowy medalista Igrzysk Azjatyckich (1974), srebrny medalista mistrzostw Azji (1979)[429]
  - Isaak Chałatnikow – rosyjski fizyk atomowy[430]
  - Danuta Czakis-Sulikowska – polska chemiczka, prof. dr hab. inż.[431]
  - Grzegorz Data – polski instruktor modelarstwa, medalista mistrzostw Polski[432]
  - František Filip – czeski reżyser i scenarzysta dokumentalny, filmowy i telewizyjny[433]
  - Jerzy Wojciech Filipp – polski działacz ewangelicki[434]
  - Leszek Grüm – polski biolog, prof. dr hab.[435]
  - Grzegorz Guziński – polski wokalista, członek zespołu Flapjack[436]
  - Kazimierz Kubrak – polski działacz związkowy i opozycji demokratycznej w PRL[437]
  - Janusz Jaskóła – polski filozof, dr hab.[438]
  - Tomokazu Kasai – japoński as myśliwski z czasów II wojny światowej[439]
  - Ilir Mataj – albański polityk i ekonomista, minister transportu Albanii (1991–1992)[440]
  - Mario Meda – włoski misjonarz rzymskokatolicki[441][442]
  - Ezra Nawi – izraelski działacz na rzecz praw człowieka i polityczny[443]
  - John Reilly – amerykański aktor[444]
  - Roman Rymaszewski – polski inżynier elektronik, dr hab. inż.[445]
  - Włodzimierz Sandecki – polski działacz studencki i kulturalny, dyrektor Polskiej Agencji Artystycznej „Pagart”[446][447][448]
  - Madhav Singh Solanki – indyjski polityk, premier Gudźaratu, minister spraw zagranicznych (1991–1992)[449]
- 8 stycznia
  - Cástor Oswaldo Azuaje Pérez – wenezuelski duchowny katolicki, biskup Trujillo (2012–2021)[450]
  - Ed Bruce – amerykański muzyk country[451]
  - Steve Carver – amerykański reżyser i producent filmowy, fotograf[452]
  - Květa Eretová – czeska szachistka, arcymistrzyni od 1986 roku[453]
  - Michael Fonfara – kanadyjski klawiszowiec[454]
  - Werner Klumpp – niemiecki polityk i prawnik, p.o. premiera Saary (1979)[455]
  - Barbara Köhler(inne języki) – niemiecka poetka[456]
  - Andrzej Kwaliński – polski urzędnik państwowy, Główny Inspektor Pracy (2020–2021)[457]
  - Milisav Milenković – serbski pisarz i dramaturg[458]
  - Paweł Misiuna – polski chirurg, prof. dr hab.[459]
  - Bill Nankeville – brytyjski lekkoatleta, średniodystansowiec, medalista mistrzostw Europy z 1950[460]
  - Ivo Niederle – czeski aktor[461]
  - Wojciech Przybylski – polski piłkarz, trener, działacz sportowy i polityczny[462][463]
  - Michael Shaw – brytyjski polityk, deputowany Izby Gmin (1960-1964, 1966-1992), lord[464]
  - Roman Staniewski – polski działacz konspiracji w czasie II wojny światowej, uczestnik powstania warszawskiego, kawaler orderów[465]
  - Nenad Stefanović – serbski i jugosłowiański muzyk rockowy[466]
  - Wiktor Sziłow – radziecki hokeista[467]
  - Marian Treliński – polski bokser[468]
  - Brad Venable – amerykański aktor głosowy[469]
  - Katharine Whitehorn – brytyjska dziennikarka i pisarka, rektor University of St Andrews (1982–1985)[470]
  - Andrzej Zalewski – polski specjalista w zakresie budownictwa, dr hab.[471]
- 7 stycznia
  - Rafik Ali-Zade – radziecki piłkarz i trener[472]
  - Alex Apolinario – brazylijski piłkarz[473]
  - Michael Apted – brytyjski reżyser, producent, scenarzysta i aktor[474]
  - Leonid Bujor – mołdawski polityk, minister edukacji (2009–2011)[475]
  - Biserka Cvejić – serbska śpiewaczka operowa, mezzosopran[476]
  - Mile Dakić(inne języki) – chorwacki historyk, pisarz i dziennikarz narodowości serbskiej, minister w rządzie Republiki Serbskiej Krajiny (1990–1991)[477]
  - Deezer D – amerykański raper i aktor[478]
  - Krzysztof Gniadek – polski działacz opozycji w okresie PRL, uczestnik wydarzeń radomskich (1976)[479]
  - Thomas Gumpert – niemiecki aktor[480]
  - Wołodymyr Kyselow – ukraiński lekkoatleta, miotacz kulą, mistrz olimpijski (1980)[481]
  - Tommy Lasorda – amerykański baseballista[482]
  - Joachim Meisner – polski ekonomista, prof. dr. hab., rektor Śląskiej Wyższej Szkoły Zarządzania im. gen. J. Ziętka w Katowicach (1995–2004)[483][484]
  - Krzysztof Nyc – polski specjalista inżynierii i ochrony środowiska, prof. dr hab. inż.[485]
  - Wawrzyniec Podrzucki – polski biolog, pisarz[486]
  - Agnieszka Putowska-Tomaszewska – polska projektantka wnętrz i wystawienniczka[487][488]
  - Marion Ramsey – amerykańska aktorka[489]
  - Henri Schwery – szwajcarski duchowny katolicki, biskup Sionu (1977–1995), kardynał[490]
  - Neil Sheehan – amerykański dziennikarz[491]
  - Krzysztof Śliwiński – polski działacz katolicki, działacz opozycji w okresie PRL, dyplomata[492]
  - Andriej Trubnikow – rosyjski przedsiębiorca, twórca firmy Natura Siberica[493]
  - Andrzej Ubertowski – polski przedsiębiorca, kawaler orderów[494]
  - Robert Znajomski – polski artysta plastyk, grafik i pedagog[495]
- 6 stycznia
  - Barbara Bogdańska – polska lekarka i działaczka opozycji w okresie PRL, dama orderów[496]
  - Mircea Bolba – rumuński piłkarz i trener[497]
  - Nsikak Eduok – nigeryjski wojskowy, marszałek, dowódca lotnictwa Nigerii (1996−1999)[498]
  - Wiesław Glos – polski szermierz, olimpijczyk (1960, 1964), architekt[499]
  - Edward Gnat – polski polityk, rolnik i samorządowiec, poseł na Sejm PRL IX kadencji oraz na Sejm RP II kadencji[500]
  - Leszek Grala – polski samorządowiec i działacz rolniczy, burmistrz Lubomierza (1991–1995)[501]
  - Alan Igbon – brytyjski aktor[502]
  - Michał Jakimów – polski działacz podziemia niepodległościowego w czasie II wojny światowej oraz powojennego podziemia antykomunistycznego, kawaler orderów[503][504][505]
  - Bogdan Kamiński – polski anestezjolog, prof. dr hab.[506]
  - Zygmunt Kazimierczuk – polski chemik, prof. dr hab.[507]
  - Alfred Lomas – brytyjski polityk i działacz partyjny, poseł do Parlamentu Europejskiego I, II, III i IV kadencji (1979–1999)[508]
  - Jerzy Mackiewicz – polski duchowny prawosławny i kierownik chórów, kawaler Orderu św. Marii Magdaleny[509]
  - Anacleto Pavanetto – włoski duchowny rzymskokatolicki, salezjanin, latynista, publicysta[510]
  - Adam Pfeiffer – polski aktor teatralny[511][512]
  - Nikola Stojanović – serbski reżyser, scenarzysta i historyk filmu[513]
  - Jim Townsend – irlandzki polityk, senator (1993–1997)[514]
  - Filip Trifonow – bułgarski aktor[515]
  - Maria Wąsik – polski biolog, prof. dr hab.[516]
- 5 stycznia
  - Zbigniew Bać – polski architekt, prof. dr inż.[517]
  - Colin Bell – angielski piłkarz[518]
  - Bob Brett – australijski trener tenisa[519]
  - Helmut Claas – niemiecki konstruktor i przedsiębiorca, wieloletni dyrektor zarządzający grupy Claas[520]
  - John Georgiadis – brytyjski skrzypek i dyrygent[521]
  - James Greene – północnoirlandzki aktor[522][523]
  - Andrzej Kempa – polski maratończyk[524]
  - Tyberij Korponaj – ukraiński piłkarz[525]
  - Lidia Lwow-Eberle – polska archeolog, żołnierz Armii Krajowej, sanitariuszka, działaczka kombatancka[526]
  - Tadeusz Markiewicz – polski rzeźbiarz[527][528]
  - Jonas Neubauer – amerykański gracz w Tetris, siedmiokrotny zwycięzca Classic Tetris World Championship[529]
  - Inoussa Ousseini – nigeryjski reżyser, polityk i dyplomata[530]
  - John Richardson – brytyjski aktor[531]
  - Paweł Sikora – polski gitarzysta, filozof, dr hab.[532]
  - Nusret Smajlović – bośniacki naukowiec i trener, dziekan Wydziału Sportu Uniwersytetu w Sarajewie[533]
  - Ihor Turczyn – ukraiński specjalista w zakresie mechaniki, dr hab. wykładowca akademicki[534]
  - Michaił Żelew – bułgarski lekkoatleta, mistrz Europy (1969), kilkukrotny rekordzista kraju[535]
- 4 stycznia
  - Dušan Golumbovski – serbski aktor[536]
  - Lee Heung-kam – chińska aktorka i śpiewaczka operowa[537]
  - Zenon Hotra – polski elektronik, prof. dr hab. inż.[538]
  - Mieczysław Kałaska – polski żołnierz w czasie II wojny światowej, kawaler orderów[539]
  - Tagir Kamałow – rosyjski dyrygent[540]
  - Jerzy Kasprzak – polski działacz sportowy[541]
  - Kristë Lekaj – albański dyrygent i kompozytor[542]
  - Franco Loi – włoski poeta, pisarz i eseista[543]
  - John Muckler – kanadyjski hokeista[544]
  - Tanya Roberts – amerykańska aktorka, modelka i producentka filmowa[545]
  - Guillermo Rodríguez-Melgarejo – argentyński duchowny rzymskokatolicki, biskup San Martín (2003–2018)[546]
  - Albert Roux – angielski restaurator pochodzenia francuskiego[547]
  - Waldemar Rutkowski – polski kajakarz, medalista mistrzostw Polski[548]
  - Barbara Shelley – brytyjska aktorka[549][550]
  - Antoni Stankiewicz – polski duchowny rzymskokatolicki, teolog i prawnik, prof. dr hab., dziekan Roty Rzymskiej (2004–2012)[551]
  - Aleksandra Szemioth – polska działaczka sybiracka, dama orderów[552][553]
  - Xhemil Tagani – albański aktor[554]
  - Martinus J.G. Veltman – holenderski fizyk, laureat Nagrody Nobla (1999)[555]
- 3 stycznia
  - Raúl Baglini – argentyński polityk[556]
  - Lee Breuer – amerykański scenarzysta i reżyser teatralny[557]
  - Bożena Dworecka-Kaszak – polski mikrobiolog, dr hab.[558][559]
  - Rosa Giannetta – włoska socjolog, pisarka i dziennikarka[560]
  - Roger Hassenforder – francuski kolarz[561]
  - Naohiro Ikeda – japoński siatkarz, dwukrotny medalista igrzysk olimpijskich (1964, 1968)[562]
  - Shani Mahadevappa – indyjski aktor[563]
  - Gerry Marsden – angielski muzyk, lider zespołu Gerry and the Pacemakers[564]
  - Teresa Nowelska-Sabalczyk – polska artystka, zajmująca się malarstwem i tkaniną unikatową[565]
  - Elena Santiago – hiszpańska pisarka[566]
  - Hubert Szymczyński – polski wokalista, kompozytor, multiinstrumentalista[567]
  - Katarzyna Tkacz-Śmiech – polska specjalistka inżynierii materiałowej, prof. dr hab. inż.[568]
  - Czesław Woźniak – polski ksylofonista i perkusista jazzowy, członek zespołu Melomani[569]
- 2 stycznia
  - Cléber Eduardo Arado – brazylijski piłkarz[570]
  - Pierantonio Costa – włoski dyplomata, znany z ratowania cywilów podczas ludobójstwa w Rwandzie[571]
  - Oleg Daniłow – rosyjski dramaturg i scenarzysta[572]
  - Marco Formentini – włoski prawnik, samorządowiec, polityk, burmistrz Mediolanu (1993–1997), eurodeputowany (1994–2004)[573]
  - Wahid Hamed – egipski scenarzysta[574]
  - Bernadette Isaac-Sibille – francuska polityk, deputowana do Zgromadzenia Narodowego (1988–2002)[575]
  - Modibo Keïta – malijski polityk, minister spraw zagranicznych (1987), premier Mali (2002, 2015–2017)[576]
  - Wladimir Koreniew – rosyjski aktor filmowy i teatralny, Ludowy Artysta Federacji Rosyjskiej[577]
  - Włodzimierz Kozłowski – polski zawodnik i trener piłki ręcznej[578]
  - Arsenio Lope Huerta – hiszpański polityk, pisarz i ekonomista, alkad Alcalá de Henares (1983–1987)[579]
  - Michael McKevitt – irlandzki partyzant, założyciel i lider Prawdziwej Irlandzkiej Armii Republikańskiej, skazany za terroryzm[580]
  - Neelamperoor Madhusoodanan Nair – indyjski poeta[581]
  - Stanisław Ostaficzuk – polski geolog, prof. dr hab.[582][583]
  - Eulalia Sajdak-Michnowska – polska religioznawczyni, filozof, etyk, wykładowca akademicki, prof. dr hab.[584]
  - Jurij Sauch – rosyjski piłkarz i trener[585]
  - Eleonora Sikora – polska zawodniczka i trenerka piłki nożnej kobiet, wykładowczyni akademicka[586][587]
  - Buta Singh – indyjski polityk, minister spraw wewnętrznych (1986–1989)[588]
  - Vidmantas Staniulis – litewski bibliofil[589]
  - Subiakto Tjakrawerdaya – indonezyjski polityk, minister spółdzielczości i drobnego biznesu (1993–1998)[590]
  - Maria Magdalena Tryjarska – polska matematyczka, prof. dr hab., uczestniczka powstania warszawskiego[591]
  - Brian Urquhart – brytyjski dyplomata, wojskowy i publicysta, zastępca sekretarza generalnego ONZ (1971–1985)[592]
  - Paul Westphal – amerykański koszykarz i trener[593]
- 1 stycznia
  - Abdul Hakim Al-Taher – sudański reżyser i aktor[594]
  - Barry Austin – najcięższy człowiek w Wielkiej Brytanii, bohater dokumentów[595]
  - Roman Banaszewski – polski malarz i grafik, prof. dr hab.[596][597]
  - Mick Bolton – brytyjski klawiszowiec, członek m.in. Mott the Hoople[598]
  - Zoran Corłew – macedoński skrzypek, wokalista, kompozytor muzyki ludowej[599]
  - Carlos do Carmo – portugalski piosenkarz fado[600]
  - Mark Eden – brytyjski aktor[601]
  - Carlos Escudé – argentyński politolog i pisarz[602]
  - Paul Etyang – ugandyjski polityk i dyplomata, minister, wicepremier (1996–1999)[603]
  - Dorota Filipczak – polska filolog angielska, poetka[604]
  - Seizō Fukumoto – japoński aktor[605]
  - George Gerdes – amerykański aktor i piosenkarz[606][607][608]
  - Elmira Gordon – belizejska psycholog, polityk, gubernator generalna Belize (1981–1993)[609]
  - Bernard Guignedoux – francuski piłkarz i trener[610]
  - Halina Hańczyc – polska specjalistka chorób wewnętrznych i gastrologii, prof. dr hab.[611]
  - Pablo Hernández – kolumbijski kolarz[612]
  - Tadeusz Hołubowicz – polski sadownik, pomolog, profesor zwyczajny[613]
  - Tomasz Kazikowski – polski malarz i grafik[614][615]
  - Abderrahim Lahjouji – marokański przedsiębiorca i działacz polityczny[616]
  - Mohammad-Taqi Mesbah-Yazdi – irański imam, filozof i działacz polityczny, członek Zgromadzenia Ekspertów (1991–2016)[617]
  - Józefa Mielnik – polska zootechnik, pracownik naukowy, działaczka opozycji w okresie PRL oraz dama orderów[618][619]
  - Zygmunt Moryto – polski malarz, grafik i rysownik[620]
  - Jan Mroczek – polski technolog żywności i żywienia, prof. dr hab.[621]
  - Dhimitër Orgocka – albański aktor i reżyser[622]
  - Liam Reilly – irlandzki wokalista, autor tekstów, członek grupy Bagatelle[623]
  - Paige Rense – amerykańska dziennikarka i pisarka[624]
  - Thomas Symons – kanadyjski pisarz i nauczyciel akademicki, specjalista badań nad Kanadą[625]
  - George Whitmore – amerykański wspinacz i działacz na rzecz ochrony przyrody[626]
  - Jan Vering – niemiecki wokalista gospelowy, dramaturg i dziennikarz[627]

- data dzienna nieznana
  - Kazimierz Długosz – polski językoznawca, dr hab.[628]
  - Mehdi Ali Hosseini – irański zapaśnik[629]
  - Zofia Jarończyk – polska aktorka[630][631]
  - Kazimierz Makowski – polski ekonomista, prof. dr hab.[632]
  - Zdzisław Tyblewski – polski dziennikarz[633]
  - Zaza Wilczewska – polska pisarka i poetka, działaczka kulturalna[634][635][636]